# Ohio Township (Clermont County, Ohio)
Ohio Township ist eines von 14 Townships des Clermont Countys im US-Bundesstaat Ohio. Nach der Volkszählung im Jahr 2000 waren hier 5245 Einwohner registriert.

## Geografie
Ohio Township liegt im Südwesten des Clermont Countys im Südwesten von Ohio, wird im Südwesten durch den Ohio River begrenzt, der die natürliche Grenze zu Kentucky darstellt und grenzt im Uhrzeigersinn an die Townships: Pierce Township und Monroe Township.

## Verwaltung
Das Township wird durch ein Board of Trustees, bestehend aus drei gewählten Mitgliedern, verwaltet. Zwei Personen werden jeweils im Jahr nach der Präsidentschaftswahl gewählt und eine jeweils im Jahr davor. Die Amtszeit dauert in der Regel vier Jahre und beginnt jeweils am 1. Januar. Daneben gibt es noch einen Township Clerk (zuständig für Finanzen und Budget), der ebenfalls im Jahr vor der Präsidentschaftswahl auf eine vierjährige Amtszeit gewählt wird. Dessen Amtszeit beginnt jeweils am 1. April.